# Мирче Ацев
Мирче Ацев (Ореовец, код Прилепа, 26. септембар 1915 — Скопље, 4. јануар 1943) био је студент права и један од организатора Народноослободилачке борбе у Македонији и народни херој Југославије.

## Биографија
Рођен је 20. октобра 1915. године у селу Ореовац, код Прилепа. Потиче из познате породице Ацев, која је генерацијама водила ослободилачку борбу македонског народа. Име је добио по стрицу — војводи устаничке чете за време Илинденског устанка против османлијске власти у Македонији. Његова рођена сестра Вера Ацева, такође је била учесница Народноослободилачке борбе и проглашена је за народног хероја.
Основну школу завршио је у Ореовцу, и уписао гимназију у Прилепу. Био је принуђен да напусти школовање у Прилепу и одлази у Битољ где је матурирао 1937. године. Уписује Правни факултет у Београду где се прикључује организацији напредних студената, којом је руководила Комунистичка партија Југославије. Био је активан у друштву напредних Македонаца „Вардар“ у Београду. Ту је упознао Кузмана Јосифовског-Питу и Страшу Пинџура.
Члан Комунистичке партије Југославије постао је 1939. године. Био је задужен за организацију и руковођење студентском колонијом у Охриду. Године 1939. формирао је прву партијску организацију у граду и први Месни комитет. Од августа 1940. до априла 1941. године био је у илегали, најпре у Београду, а затим у Скопљу. У то време радио је у техници Покрајинског комитета КПЈ за Македонију.
Првих месеци после окупације Краљевине Југославије, налазио се у Прилепу, где је радио на припремању устанка. Од јула 1941. године, по налогу Партије, прешао је у Крушево. Октобра 1941. године постао је члан Покрајиснког комитета КПЈ за Македонију. Крајем 1941. и почетком 1942. године, био је инструктор Покрајинског комитета у Битољу.
У пролеће 1942. године постао је секретар привременог Покрајинског комитета КПЈ за Македонију. Заједно са Кузманом Јосифовским организовао је формирање неколико нових партизанских одреда. У септембру 1942. године заједно са Страшом Пинџуром отишао је на терен обилази партизанске одреде и партијске организације у Велесу и Прилепу. Сасвим случајно 18. децембра 1942. године у Велесу ухапшени су од стране бугарске полиције. После дугог физичког мучења, без судске пресуде, обојицу је убила бугарска полиција 4. јануара 1943. године у Скопском затвору.
Указом Председништва Антифашистичког већа народног ослобођења Југославије (АВНОЈ), 29. јула 1945. године, заједно са Страшом Пинџуром, проглашен је за народног хероја.

## Наслеђе

### Поштанске марке
Југословенска пошта је 11. октобра 1951. издала две поштанске марке са темом "10 година од устанка у Македонији". Марка са Ацевим портретом (MiNr: 672/kg) 
има номиналну вредност од 3 динара, браон-кармин је боје, штампана је с назубљењем: К 12½ и издата је у тиражу од 500.000 примерака.